# 새남터

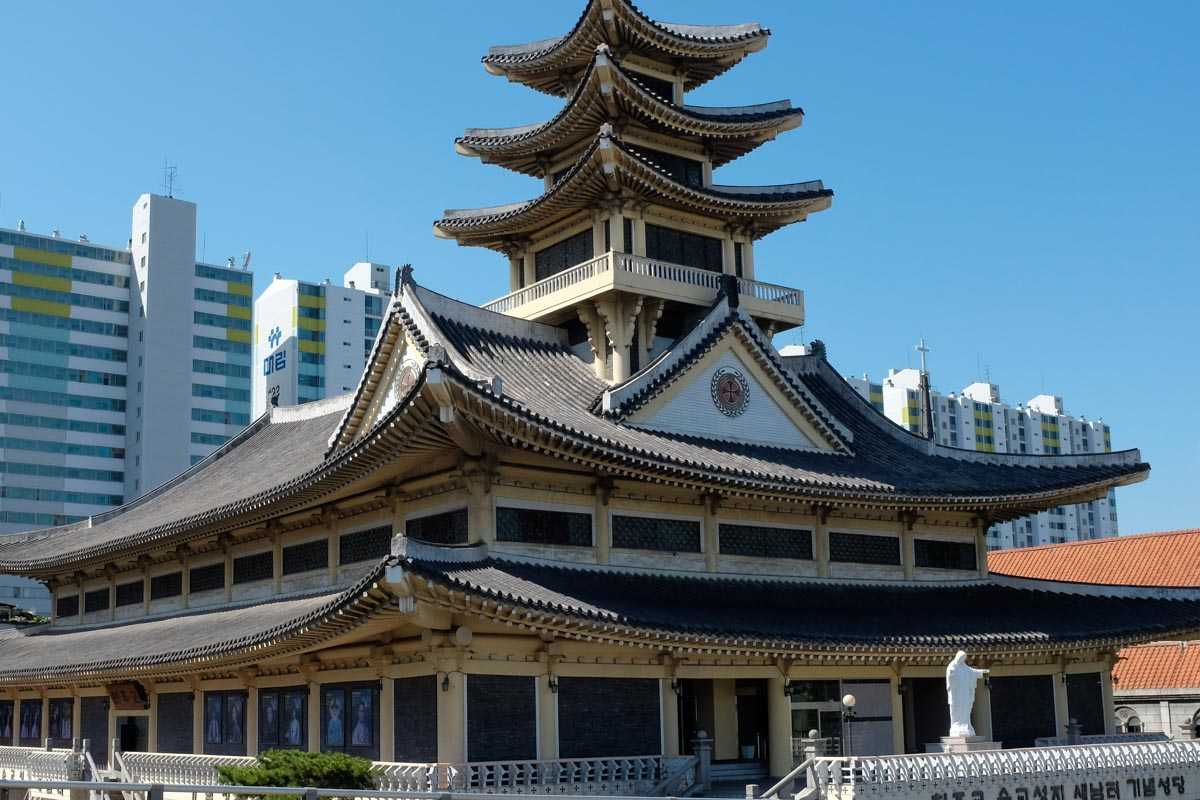
천주교 순교성지 새남터 기념성당

새남터(서울특별시 용산구 이촌로 80-8)는 한강의 모래사장으로, 풀과 나무를 의미하는 새나무터에서 유래한다. 1801년 주문모, 1846년 김대건 등의 로마 가톨릭 신부들이 순교한 장소라서, 1987년 순교를 기념하는 천주교 성당이 건축되었다. 한국 천주교회 창립 2백주년 기념의 해인 1984년 공사를 시작해 3년 만에 순교 성지 새남터 기념 성당이 지어졌다. 한국 천주교회 역사상 순교한 성직자 14명 중 11명이 순교한 한국의 대표적 순교 성지다.
새남터의 정확한 위치는 확인하기 어렵고 1950년 새남터 근방으로 추정되는 용산구 서부 이촌동 199번지의 땅을 확보하여 순교기념지로 지정하였다.

## 역사

### 정치신념에 따른 죽음

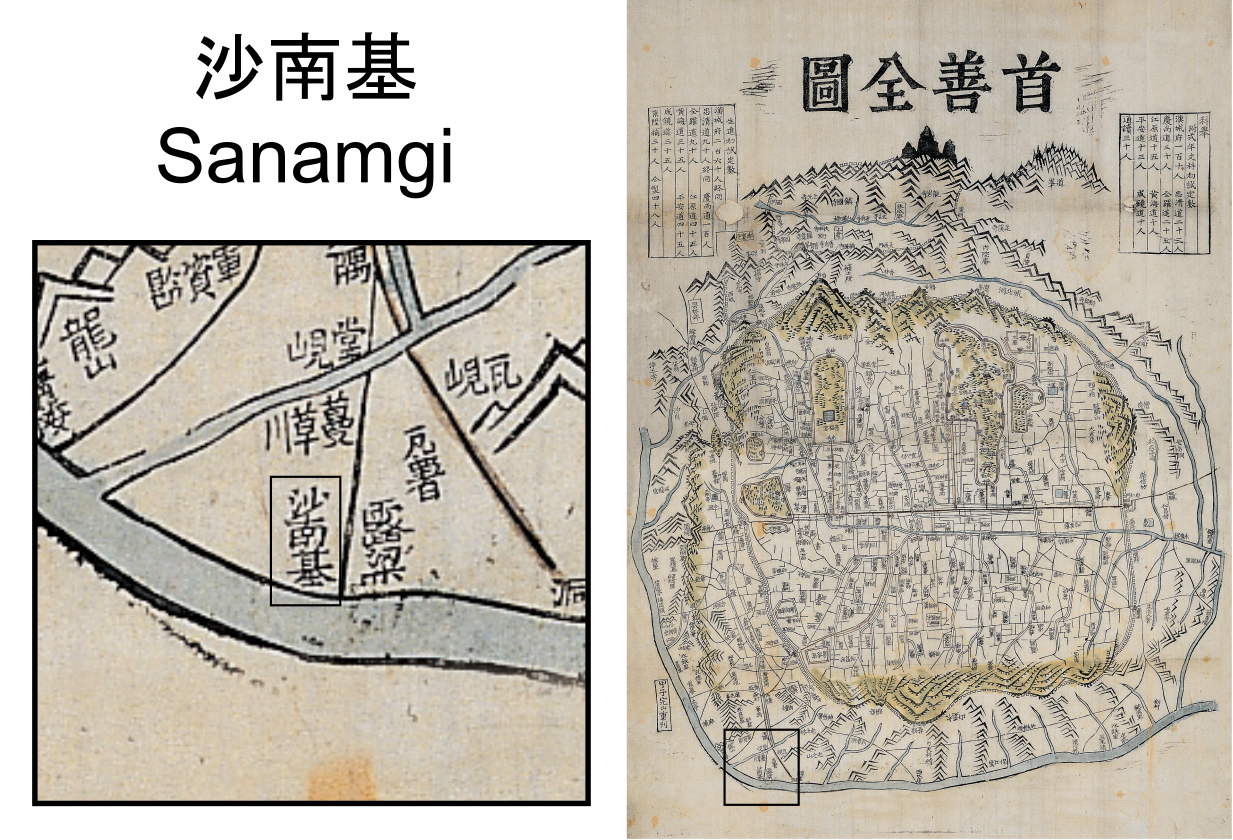
1840년 경에 제작된 〈수선전도〉에 사남기라고 적혀있다.

한양성 밖 남쪽 한강변에 있던 새남터는 본래 노들 혹은 한자로 음역(音譯)해서 사남기(沙南基)라고 불리었다. 이 자리는 조선 초기부터 군사들의 연무장으로 사용됐고 국사범을 비롯한 중죄인의 처형장으로 사용되어 왔다. 이곳은 1456년(세조 2년)에 단종의 복위를 도모하던 사육신(死六臣)이 충절의 피를 뿌린 역사의 현장이기도 하다. 즉, 정치적 신념에 따른 양심수들이 처형당한 곳이라고 볼 수 있겠다.

### 천주교 사제들의 죽음
1801년부터 1866년까지 무려 10명의 외국인 사제를 포함한 11명의 목자가 이곳에서 순교의 피를 흘린다. 서소문 밖 네거리를 ‘평신도들의 순교지’라고 한다면 이곳은 ‘사제들의 순교지’라고 말할 수 있다.

#### 주문모 신부의 죽음

##### 주문모 신부의 입국
새남터를 순교의 성혈로 물들이기 시작한 것은 1801년 신유박해 때 치명한 중국인 주문모 신부부터이다. 목자 없이 스스로 교회를 세운 조선의 교우들을 위해, 천주교 북경 교구는 1795년에 주문모 신부를 조선 땅에 파견한다. 이 땅에서 맞이한 첫 천주교 사제이자 선교사인 주문모 신부는 얼어붙은 압록강을 건너 한양에 입성, 최인길의 집에 여장을 푼 이래 6개월 만에 한 배교자의 밀고에 의해 쫓기는 몸이 된다. 가까스로 몸을 피해 여교우 강완숙의 집으로 피신하지만 그의 영입에 주역을 담당했던 윤유일, 지황은 각각 36세, 29세의 나이에 곤장을 받아 치명하고, 거처를 제공했던 최인길 역시 장살(杖殺)로 순교한다.

##### 신유박해
박해의 와중에서도 6천여 명의 신자가 새로 탄생하는 등 조선 교회의 교세는 크게 신장됐다. 하지만 주 신부가 조선에 입국한 지 6년 만인 1801년 신유박해는 또다시 수많은 교우들의 목숨을 앗아 갔다. 명도회 회장인 정약종을 비롯해 선구적인 이 땅의 지식인들은 칼 앞에서도 주문모 신부의 소재를 대지 않았고 그 때문에 더 많은 희생자가 생겨났다. 주문모 신부는 자신 때문에 신자들이 고통 받는 것을 보고 중국으로 되돌아가려고 북행길을 나섰다. 하지만 자기 양 떼들과 생사를 함께 하고자 하는 각오로 도중에 발길을 돌려 자진해서 의금부로 나섰고, 새남터에서 순교한다. 그의 시체는 닷새 동안 형리들이 지켰다는데 그 후 어떻게 됐는지는 알 길이 없다.

#### 기해박해
1839년 기해박해는 파리 외방전교회 소속 신부 피에르 모방과 자크 샤스탕, 주교 로랑마리조제프 앵베르 이들 세 명의 외국인 사제를 새남터의 이슬로 사라지게 한다. 교우들은 포졸들의 엄중한 감시를 뚫고 이들의 시체를 거두어 노고산에 매장했다가 4년 후 삼성산에 안장했다.

#### 김대건 신부와 현석문의 순교
그로부터 7년 뒤인 병오년(1846년)에는 한국교회 처음의 천주교 사제인 김대건 신부와 그 동안의 순교를 기해 일기로 남긴 현석문이 이곳에서 참수된다.

#### 병인박해
그리고 20년 후, 병인박해의 피비린내가 진동하는 가운데 새남터에서는 베르뇌 주교, 브르트니에르, 볼리외, 도리, 푸르티에, 프티니콜라 신부 등 6명의 프랑스 천주교 사제들과 우세영, 정의배 두 평신도들이 순교의 피를 뿌린다.

#### 순교기념지
1950년 순교 기념지로 지정됐고, 1956년에는 여기에 '가톨릭 순교 성지'라는 기념비가 세워졌다. 1981년에는 한강 본당에서 새남터 본당이 분리 독립했고 1987년에는 한국순교복자성직수도회에서 현재의 기념성당을 건립해 봉헌했다. 2006년 9월 3일에는 성당 지하 주차장을 개조해 '새남터 기념관'을 새로 만들어 축복식을 거행하고 전시실로 사용하고 있다.

## 새남터 순교성지 기념성당
1987년 완공된 기념성당으로 명지대 건축학과 교수 박태연이 설계하였다. 한강철교 북단 서쪽에 위치.
지하 1층, 지상 3층의 콘크리트 라멘조 건물. 외부마감은 한식 기와와 전벽돌 및 치장 콘크리트 위에 미색 단청을 사용하였다. 외관은 콘크리트 구조로서 중층 한옥(초익공 양식)을 재현한 데 비해 내부는 홀 형식의 단순한 장방형 공간으로 가구 골조들이 노출되어 있다. 전통목조건축양식의 직설적 복고를 통하여 토착화를 꾀한 대표적 예이지만, 내부공간의 상징성이나 전례의 분위기를 살려내지 못하고 1,100여평의 부지 중앙에 성당을 배치함으로써 부지의 활용도가 떨어지며 순교지 새남터의 터를 살려내지 못하였다는 비판을 받는다.